# Drugi gabinet Harolda Holta
Drugi gabinet Harolda Holta – czterdziesty trzeci gabinet federalny Australii, urzędujący od 14 grudnia 1966 do 19 grudnia 1967. Był dziewiątym z rzędu gabinetem koalicyjnym Liberalnej Partii Australii (LPA) i Partii Wiejskiej (CP). Był również trzecim i ostatnim w dotychczasowej historii Australii gabinetem federalnym, którego dymisja nastąpiła na skutek śmierci premiera (pozostałe to czwarty gabinet Josepha Lyonsa i drugi gabinet Johna Curtina).

## Okoliczności powstania i dymisji
Gabinet powstał po wyborach parlamentarnych z listopada 1966, w których rządząca nieprzerwanie od 1949 roku koalicja LPA-CP po raz kolejny zdobyła większość w Izbie Reprezentantów. 17 grudnia 1967 premier Harold Holt zaginął w czasie kąpieli morskiej - wszedł do oceanu popływać i nikt więcej już go nigdy nie widział (w Australii grudzień to późna wiosna). Dwa dni później został formalnie uznany za zmarłego, co oznaczało też dymisję jego gabinetu. W Partii Liberalnej rozpoczęła się wewnętrzna kampania przed wyborami nowego lidera, zaś swój tymczasowy gabinet utworzył John McEwen jako przywódca mniejszej partii koalicyjnej. 

## Skład
| stanowisko                                                  | osoba                                               | partia | od                   | do                   |
| ----------------------------------------------------------- | --------------------------------------------------- | ------ | -------------------- | -------------------- |
| premier                                                     | Harold Holt                                         | LPA    | 14 grudnia 1966      | 19 grudnia 1967      |
| minister handlu i przemysłu                                 | John McEwen                                         | CP     | 14 grudnia 1966      | 19 grudnia 1967      |
| minister skarbu                                             | William McMahon                                     | LPA    | 14 grudnia 1966      | 19 grudnia 1967      |
| minister spraw zagranicznych                                | Paul Hasluck                                        | LPA    | 14 grudnia 1966      | 19 grudnia 1967      |
| minister przemysłu podstawowego                             | Charles Adermann                                    | CP     | 14 grudnia 1966      | 16 października 1967 |
| minister przemysłu podstawowego                             | Doug Anthony                                        | CP     | 16 października 1967 | 19 grudnia 1967      |
| minister obrony                                             | Allen Fairhall                                      | LPA    | 14 grudnia 1966      | 19 grudnia 1967      |
| minister zaopatrzenia                                       | Denham Henty                                        | LPA    | 14 grudnia 1966      | 19 grudnia 1967      |
| minister poczty                                             | Alan Hulme                                          | LPA    | 14 grudnia 1966      | 19 grudnia 1967      |
| wiceprzewodniczący Federalnej Rady Wykonawczej              | Alan Hulme                                          | LPA    | 14 grudnia 1966      | 19 grudnia 1967      |
| minister spraw wewnętrznych                                 | Doug Anthony                                        | CP     | 14 grudnia 1966      | 16 października 1967 |
| minister spraw wewnętrznych                                 | Od 16.10.1967 stanowisko przeniesione poza gabinet. |        |                      |                      |
| minister rozwoju narodowego                                 | David Fairbairn                                     | LPA    | 14 grudnia 1966      | 19 grudnia 1967      |
| minister robót publicznych                                  | John Gorton                                         | LPA    | 14 grudnia 1966      | 28 lutego 1967       |
| minister robót publicznych                                  | Od 28.02.1967 stanowisko przeniesione poza gabinet. |        |                      |                      |
| minister edukacji i nauki                                   | John Gorton                                         | LPA    | 14 grudnia 1966      | 19 grudnia 1967      |
| minister pracy i służby zasadniczej                         | Leslie Bury                                         | LPA    | 14 grudnia 1966      | 19 grudnia 1967      |
| minister służb społecznych                                  | Ian Sinclair                                        | CP     | 10 października 1967 | 19 grudnia 1967      |
| wiceminister handlu i przemysłu (w randze członka gabinetu) | Ian Sinclair                                        | CP     | 10 października 1967 | 19 grudnia 1967      |